# Khao-luangbaardvogel
De khao-luangbaardvogel (Psilopogon chersonesus) is een baardvogel die voorkomt in Zuid-Thailand. De soort werd in 1927 als ondersoort van de blauwkeelbaardvogel (P. asiaticus) beschreven. Echter, op de IOC World Bird List staat het taxon als aparte soort op grond van moleculair genetisch onderzoek dat in 2013 werd gepubliceerd. De vogel bleek meer verwantschap te vertonen met de zwartbrauwbaardvogel (P. oorti).

## Kenmerken
De khao-luangbaardvogel is 22 tot 23 cm lang. Hij is -net als de andere Aziatische baardvogels- vrij plomp van bouw en overwegend groen gekleurd. Hij heeft een forse snavel met borstels aan de basis van de snavel. De vogel lijkt sterk op de blauwkeelbaardvogel, want beide vogelsoorten hebben blauwe wangen. Het blauw op de keel is echter lichter blauw (turquoise), verder is er een brede, zwarte vlek achter het oog en is de bovensnavel donker.

## Verspreiding en leefgebied
De vogel komt voor binnen een beperkt, ca. 850 km² groot gebied waar de provincies Changwat Surat Thani en Changwat Nakhon Si Thammarat aan elkaar grenzen. Het leefgebied is montaan bos op 885 tot 1520 meter boven zeeniveau.

## Status
Men veronderstelt dat de soort in aantal vooruit gaat. Om deze redenen staat de khao-luangbaardvogel als niet bedreigd op de Rode Lijst van de IUCN.